# هکتور مورتی
 هکتور مورتی (انگلیسی: Hector Moretti؛ زاده ۲۷ ژانویهٔ ۱۹۷۳) یک تنیس‌باز اهل آرژانتین است. 